# آنتونیو سالازار
آنتونیو ده الیویرا سالازار (به پرتغالی: António de Oliveira Salazar) (زاده ۲۸ آوریل ۱۸۸۹ – درگذشته ۲۷ ژوئیه ۱۹۷۰) دیکتاتور پرتغالی که از ۱۹۳۲ تا ۱۹۶۸ نخست‌وزیر کشور پرتغال بود. سالازار در ۲۷ ژوئیه ۱۹۷۰ در سن ۸۱ سالگی درگذشت.